# Med-Arb
Med-Arb ist ein Verfahren zur Streit- und Konfliktbeilegung und steht für eine Kombination aus Mediation und Schiedsgerichtsbarkeit (engl. arbitration).
Dabei wird zunächst eine Mediation durchgeführt. Wenn danach noch strittige Punkte offen sind, werden diese anschließend durch ein Schiedsgerichtsverfahren entschieden. Mediator und Schiedsrichter sind dabei teilweise dieselbe Person.
Gegenstück ist das Arb-Med-Verfahren, bei dem zunächst ein Schiedsverfahren eingeleitet wird, während dessen der Schiedsrichter oder ein neutraler Dritter dann noch vor Erlass des Schiedsspruchs eine Mediation durchführt.
Als Vorteile dieser hybriden Verfahrensgestaltung gelten eine mögliche Zeit- und Kostenersparnis (Mediation ist meist günstiger und schneller als ein Schiedsverfahren) und eine gegebenenfalls höhere Chance, einen Vergleich zu erreichen. Anders als eine reine Mediation garantiert die Verbindung mit einem Schiedsverfahren eine bindende Beendigung des Streits, was Vergleichsverhandlungen zielführender gestalten kann.
Demgegenüber kann die Effektivität der Mediation beeinträchtigt sein, wenn die Parteien sich mit der Freigabe von Informationen zurückhalten, um zu verhindern, dass der Mediator sie später in seiner Rolle als Schiedsrichter gegen den Offenlegenden verwendet.